# Bactra lacteana
Bactra lacteana es una especie de polilla del género Bactra, tribu Bactrini, familia Tortricidae. Fue descrita científicamente por Caradja en 1916.
La envergadura es de unos 10-17 milímetros. Se distribuye por Europa: Rusia.